# Schrumpfkopf

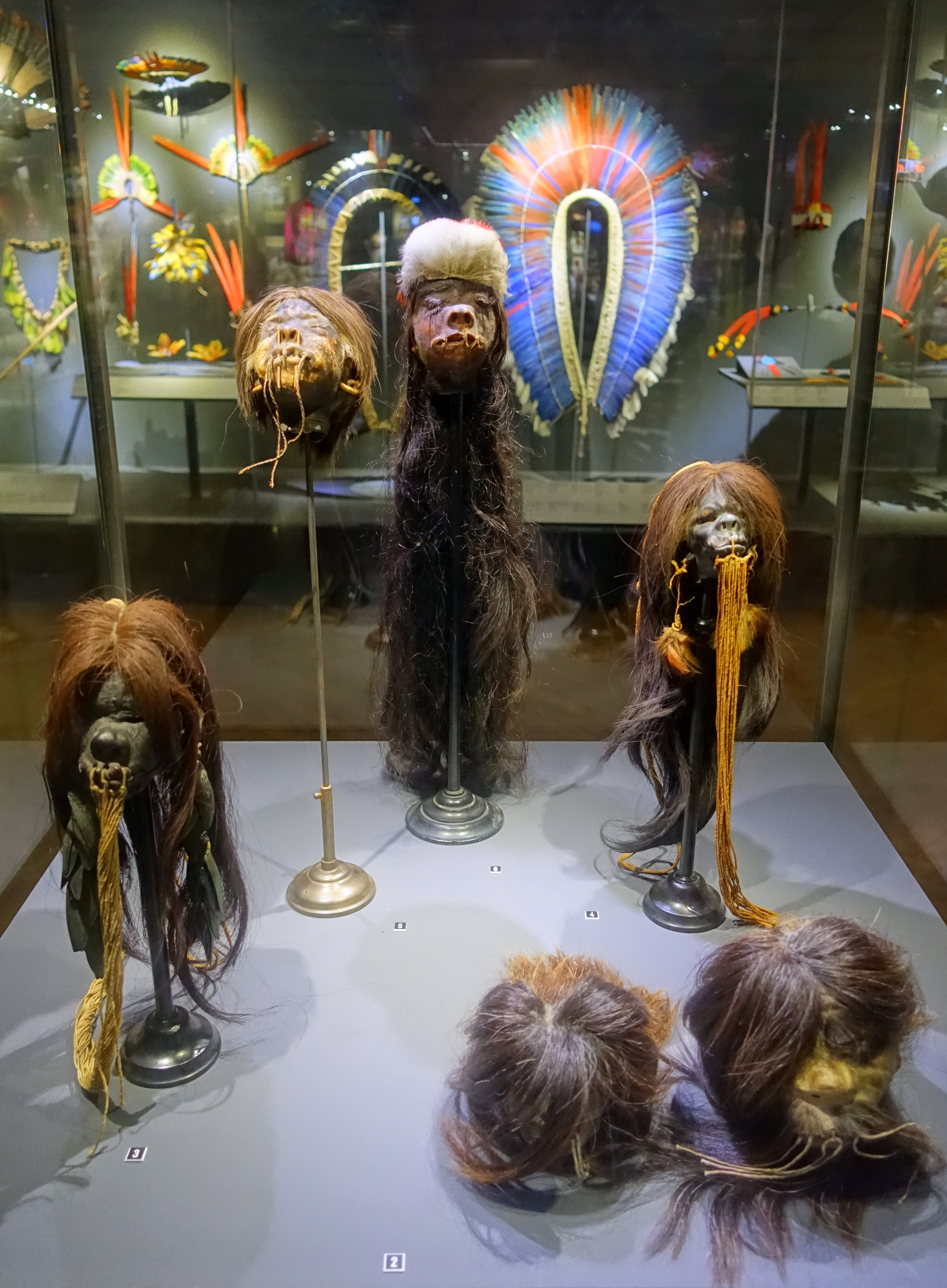
Präsentation von Schrumpfköpfen im Museum für Kunst und Geschichte in Brüssel

Ein Schrumpfkopf, eigentlich Tsantsa/Tzantza (Jivaro), ist ein aus der eingeschrumpften Kopfhaut eines toten Menschen angefertigtes Präparat. Echte Schrumpfköpfe wurden bis in das 19. Jahrhundert als Trophäen von Kopfjägern einiger indigener Völker Südamerikas angefertigt und zu kultischen Zwecken verwendet.

## Hintergrund

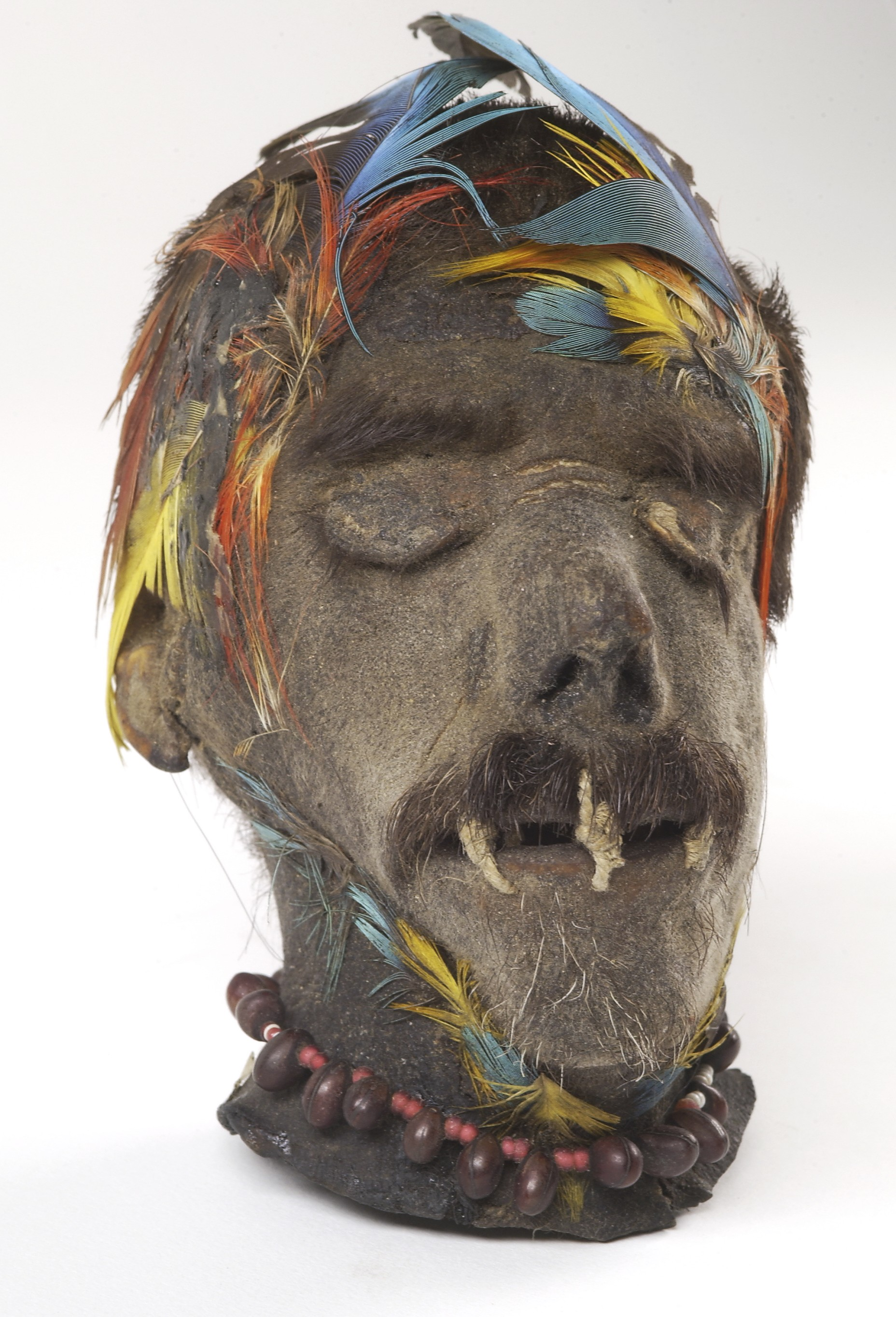
Ein Schrumpfkopf der Shuar

Die Kopfjagd war in vielen Regionen der Erde üblich, jedoch ist der Brauch der Anfertigung von Schrumpfköpfen aus den Köpfen getöteter Feinde nur von wenigen Völkern aus den tropischen Regenwäldern des Amazonasbeckens bekannt. Im Glauben dieser Völker ging, nach erfolgreicher Kopfjagd, die Lebenskraft des Getöteten nach einer Reihe komplexer Rituale und mit Anfertigung der Kopftrophäe (tsantsa) auf den Jäger über. Neben dieser Funktion sollten die Tsantsas der eigenen Sippe zukünftige Jagderfolge, Gesundheit, Kriegsglück, Ernteerfolge und die Fruchtbarkeit der Frauen begünstigen. Die Behandlung der Köpfe galt als „Vollendung“ der Blutrache und ultimative Demütigung, was jedoch weitere Angriffe und Gegenangriffe nicht ausschließen konnte.
Tsantsas wurden nur aus Kopftrophäen von getöteten feindlichen Kriegern, jedoch niemals von Angehörigen des eigenen Stammes oder von Blutsverwandten genommen, auch wenn sie mit ihnen verfeindet waren. Die Aguaruna und Shuar in Peru und Ecuador pflegen diesen Brauch noch heute, jedoch verwenden sie jetzt für ihre Tsantsa keine menschlichen Köpfe mehr, sondern Köpfe von Faultieren.

## Forschungsgeschichte
Erste Berichte über Kopfjagd und Schrumpfköpfe bei den Jivaro verfasste der spanische Konquistador Miguel de Estete im Jahr 1530 aus dem Küstengebiet von Ecuador, dessen Bewohner den Konquistadoren bei mehreren erfolglosen Eroberungsversuchen mit besonderer Furchtlosigkeit und Grausamkeit entgegentraten. Im Jahr 1861 wurde in London erstmals ein Schrumpfkopf in einer völkerkundlichen Ausstellung gezeigt. Der finnische Ethnologe Rafael Karsten nutzte mehrere Aufenthalte in Südamerika in den Jahren 1916 bis 1947 für Studien über Praktiken und Rituale der Kopfjagd und der spirituellen Hintergründe zur Anfertigung und Verwendung der Schrumpfköpfe.

## Anfertigung

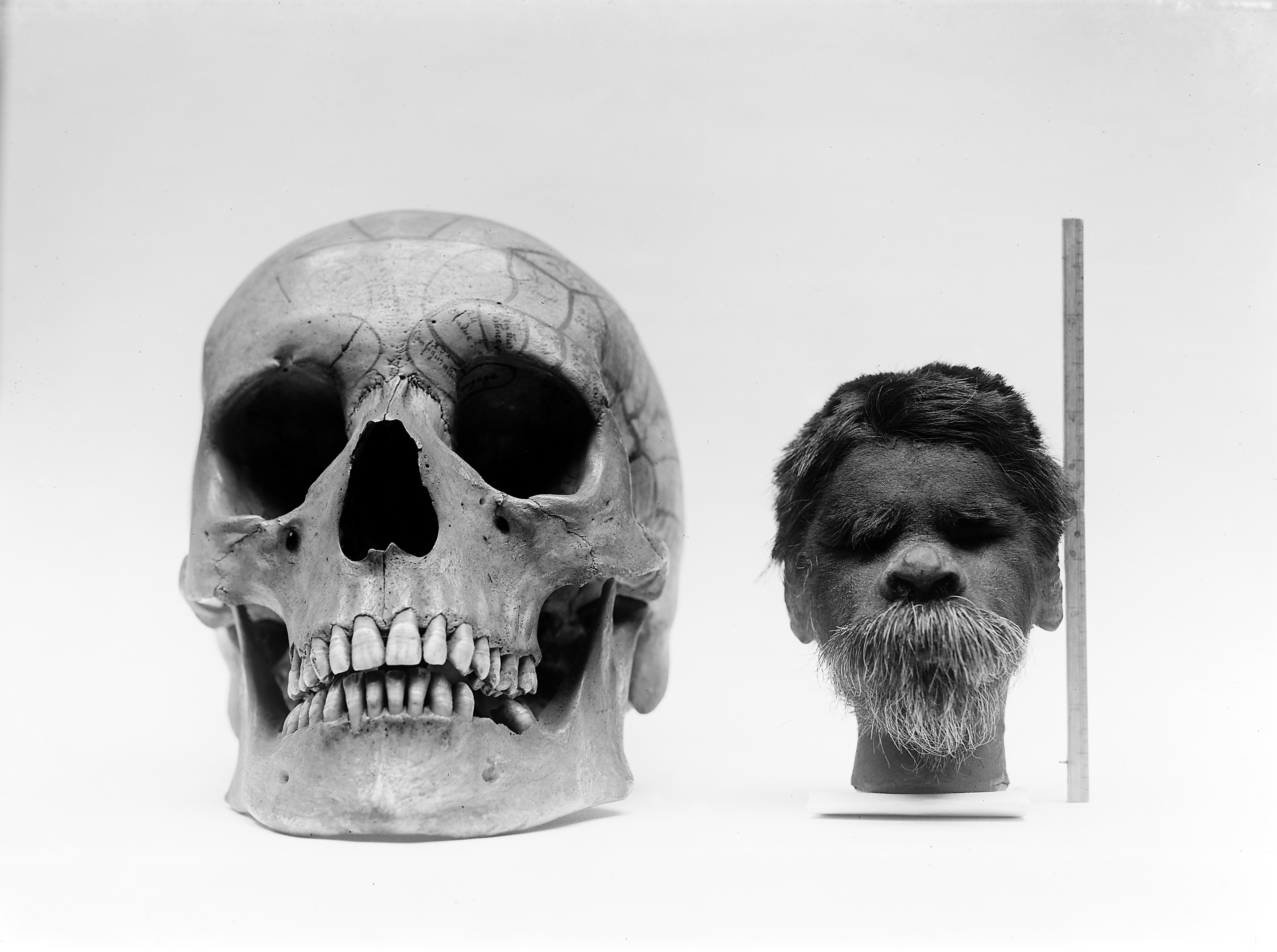
Größenvergleich eines menschlichen Schädels mit einem Schrumpfkopf

Die meist faustgroßen Trophäen wurden aus der Haut des abgetrennten Kopfes eines Gegners angefertigt. Dazu wurde der Kopf so nah wie möglich am Oberkörper abgetrennt. Der erfolgreiche Jäger trug den Kopf auf dem Rückzug oder der Flucht bei sich, und bei der ersten Gelegenheit wurde ein Ritual abgehalten, das den Rachegeist des Getöteten unter Kontrolle bringen sollte. Danach wurde die Kopfhaut auf der Rückseite unterhalb des Halswirbelansatzes aufgeschnitten und vorsichtig von Knochen und Muskelgewebe abgelöst.
Die Augenlider und der Nackenschnitt wurden von innen vernäht. Der Mund wurde vernäht oder mit Nadeln aus Bambus verschlossen, um das Ausfahren des Rachegeistes des Toten zu verhindern. Das Innere der Kopfhaut wurde anschließend mit etwas Sand gefüllt und in einem eigens angefertigten Topf mit frischem Flusswasser und Kräuterzusätzen gehängt und vorsichtig erhitzt, bis eine erste Schrumpfung des Hautsackes einsetzte. Das Wasser durfte dabei nicht kochen, da sich sonst die Kopfhaare aus der Haut lösten, die als Sitz der Seele und Lebenskraft angesehen wurden. Anschließend wurden Nasen- und Ohrenöffnungen provisorisch verschlossen und ein Lianenring an der Halsöffnung angenäht. Danach wurde der Hautsack rituell mit drei kleinen erhitzten Steinen ausgeschwenkt.
Mumifiziert und auf die endgültige Größe geschrumpft wurde der Kopf durch im Feuer erhitzten feinen Sand, der so oft in den Hautsack gefüllt und darin geschwenkt wurde, bis der Kopf schließlich die gewünschte Größe erreichte. Anschließend wurden das Innere der Kopfhaut gereinigt und die Gesichtszüge modelliert. Die Bambusnadeln des Mundverschlusses wurden mit roter Farbe bemalt, mit roten Textilfäden umwickelt oder durch eine kunstvolle Verschnürung ersetzt.
Möglicherweise folgte danach noch eine Räucherung des Schrumpfkopfes zur Konservierung und um eine dunkle Hautfarbe zu erreichen. Schließlich wurde am Haarwirbel ein Band angebracht, an dem der erfolgreiche Jäger seine Trophäe bei der Siegeszeremonie um den Hals tragen konnte. Diese Prozedur konnte sich über mehrere Tage oder Wochen erstrecken und war durch strikte Regeln zu Arbeitsabläufen, Ritualen, Handlungs- und Verhaltensweisen geprägt. Junge Jäger wurden dabei meistens von älteren, erfahrenen Kriegern und Medizinleuten unterstützt. Der Schrumpfungsprozess der Kopfhaut ist Folge einer Verleimung des Kollagens der Kopfhaut während der Wärmebehandlung im heißen Wasser, wie es bei einigen Gerbverfahren angewandt wird. Die endgültige Schrumpfung entsteht durch den Wasserentzug (Volumenreduzierung) bei der abschließenden Trocknung.

## Nachwirkungen

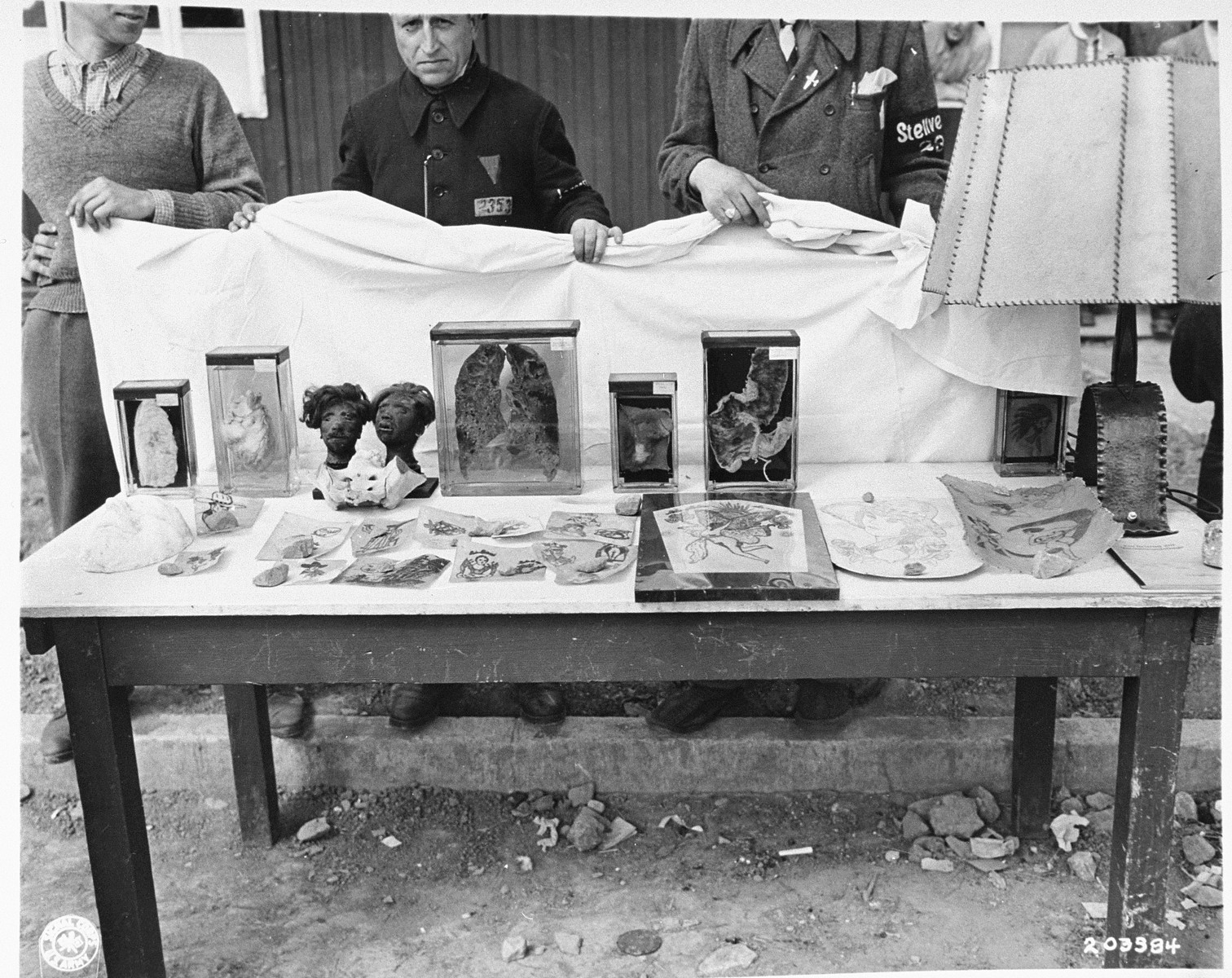
Präsentation menschlicher Präparate im KZ Buchenwald, darunter zwei Schrumpfköpfe

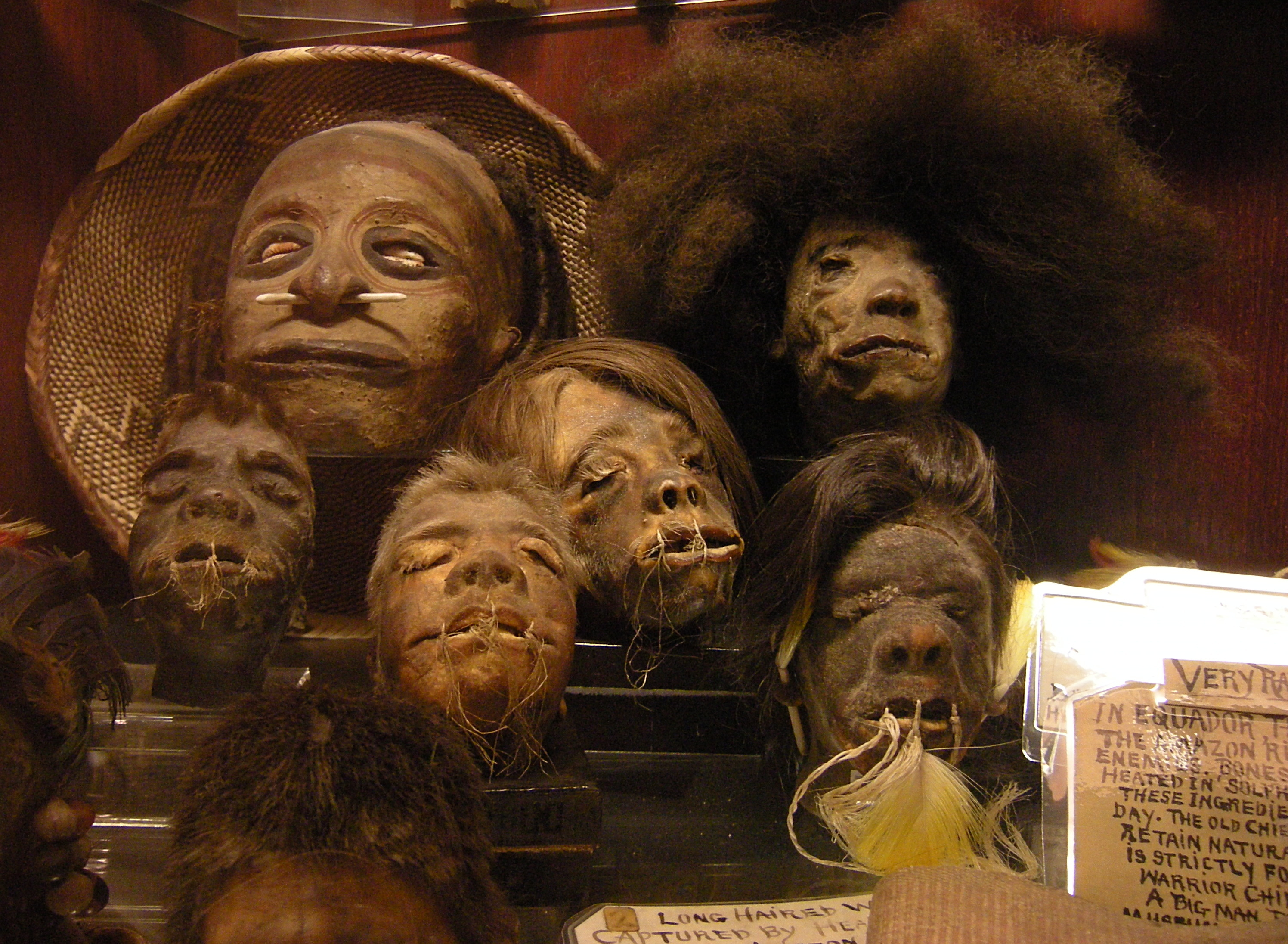
Schrumpfköpfe in einem Kuriositätenladen in Seattle

Im 19. und 20. Jahrhundert waren Schrumpfköpfe ein beliebtes Mitbringsel von Seeleuten und Reisenden aus Südamerika, wodurch sie zu einem begehrten Objekt völkerkundlicher Sammler und Museen Europas und Nordamerikas wurden. Die dadurch massiv gestiegene Nachfrage wurde durch die indigenen Völker und recht früh auch durch deren Nachbarn sowie verschiedene Fälschergruppen bedient. Bei diesen nicht länger rituell, sondern kommerziell motivierten Auftragsarbeiten wurde nicht mehr ausschließlich auf im Kampf besiegte Gegner zurückgegriffen, sondern auch auf gezielt zu diesem Zweck gejagte Menschen unterschiedlichster Herkunft, zu denen rasch auch Frauen und exhumierte Leichen zählten. Fritz W. up de Graff berichtet im Jahr 1923 von einem Mann aus Panama, der Schrumpfköpfe und sogar ganze Schrumpfkörper herstellte, von denen sich jetzt zwei im Bestand des National Museum of the American Indian befinden. Seit den 1920er Jahren werden Schrumpfkopfrepliken auch aus der Haut und den Haaren von Ziegen oder anderer Tiere hergestellt und verbreitet. Einige dieser Repliken sind auf den ersten Blick nur schwer von echten menschlichen Präparaten zu unterscheiden.
Bei der Befreiung des KZs Buchenwald durch die 3. US-Armee wurden zwei Schrumpfköpfe gefunden, die ein Arzt der SS nach Angaben von Lagerinsassen aus den Köpfen zweier hingerichteter polnischer Lagerflüchtlinge angefertigt hatte und die bei den Buchenwald-Prozessen im Internierungslager Dachau als Beweismittel mit vorgebracht wurden. Im Jahr 2023 wurde ein forensisches Gutachten in Auftrag gegeben, das eindeutig bestätigte, dass es sich bei dem als Schrumpfkopf bezeichneten Artefakt nicht um ein menschliches Präparat handelt. Die Analyse der DNA einer entnommenen Haarprobe ergab, dass die Haare von einer Ziege stammen. Es wird angenommen, dass das gesamte Objekt aus verschiedenen Teilen von Tieren kunstvoll zusammengenäht wurde.
Im Juni 2015 wurde vom Verwaltungsgericht München gerichtlich untersucht, ob ein Schrumpfkopf nach dem Deutschen Bestattungsrecht beerdigt werden muss; das Verfahren wurde wegen örtlicher Unzuständigkeit eingestellt. Die Frage dabei ist, ob Schrumpfköpfe primär als kulturhistorische Objekte wie Mumien oder Moorleichen, mit denen selbst staatliche Museen handeln, oder als menschliche Leichenteile anzusehen sind, die „durch den Inhaber des Gewahrsams“, hier das Münchener Auktionshaus Hermann Historica, „unverzüglich in schicklicher und gesundheitlich unbedenklicher Weise beseitigt werden“ müssen. Die Frage kam bei einer versuchten Auktion des Auktionshauses Hermann Historica auf.

## Museale Ausstellungspraxis

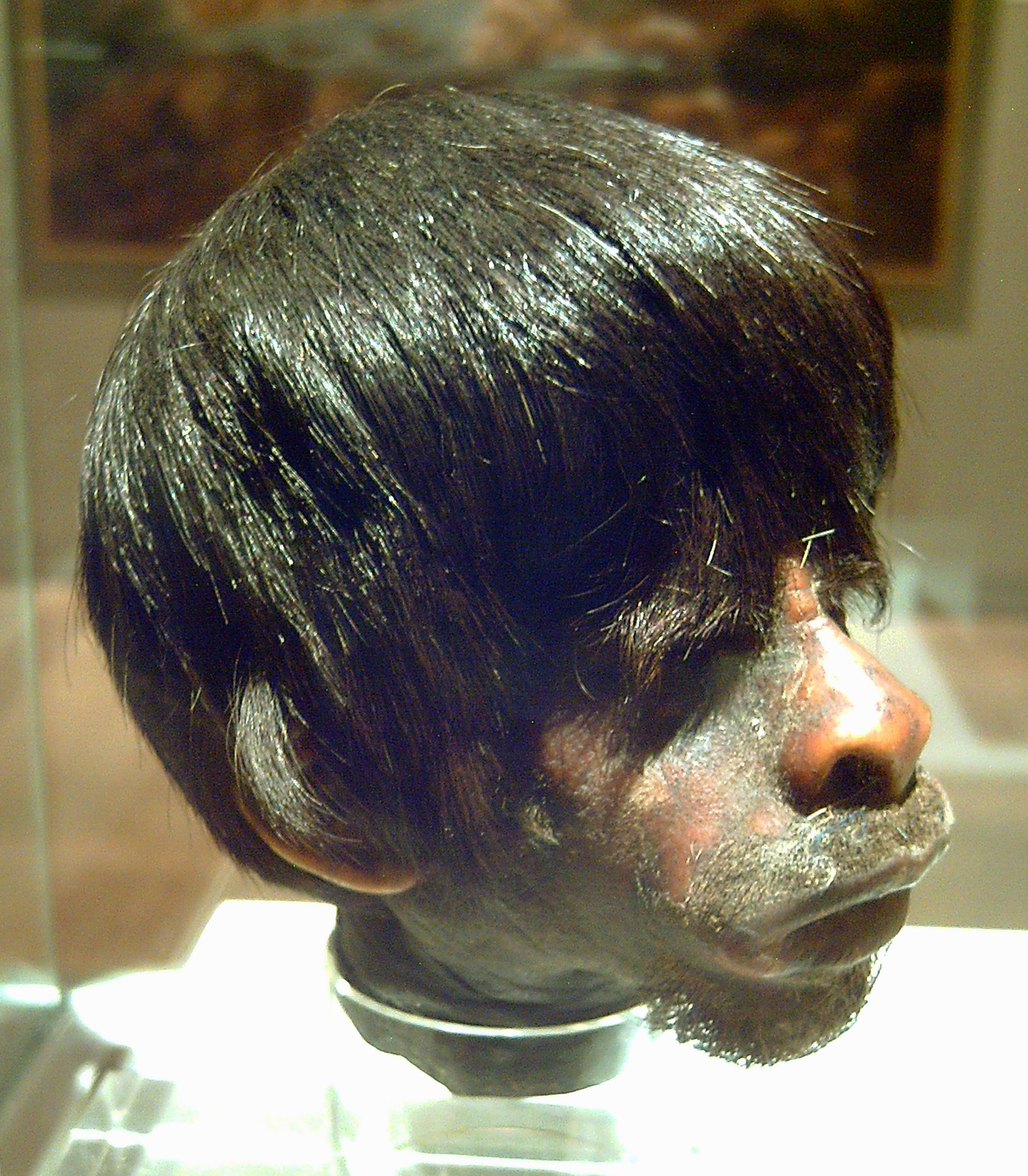
Schrumpfkopf, ausgestellt im Museo de América (Madrid)

Gegenwärtig wird diskutiert, ob Trophäenschädel, die bisher als Kunst und Ethnographica galten, aus den Vitrinen von Museen, Auktionshäusern und Galerien entfernt werden sollen. Es gilt nunmehr als unethisch, menschliche Überreste in ihrem kulturellen Kontext vorzustellen oder gar, durch Handel eine Wertsteigerung anzustreben. Der Internationale Museumsrat (ICOM) verlangt in seinen ethischen Richtlinien zur „Ausstellung sensibler Objekte“ allerdings nur, diese „mit Taktgefühl und Achtung vor den Gefühlen der Menschwürde, die alle Völker haben, zu präsentieren“.

## Dokumentarfilme
- Kopfjäger Amazoniens – Der Mythos der Jivaros. 61 Min. Regie: Yves de Perreti. Frankreich 2002.[12][13]
- Das Geheimnis der Schrumpfköpfe. (= Mysterien im Museum. Staffel 2, Folge 7). 43 Min. Moderation: Don Wildman. USA 2011.[14][15]
- Geheimnis der Schrumpfköpfe. (= Treasures Decoded – Jäger der verlorenen Schätze. Staffel 4, Folge 6). 45 Min. Regie: Nick Hardie und Peter Crystal. Kanada/Vereinigtes Königreich 2017.[16][17]